# Firmino Lopes Rego
Firmino Lopes Rego (São Paulo, 7 de fevereiro de 1847 — Rio de Janeiro, 13 de setembro de 1913) foi um militar e político brasileiro.
Foi Chefe de Polícia do Estado de Santa Catarina em 1889, nomeado pela junta governativa catarinense de 1889. Foi interventor interino militar no estado de Santa Catarina de 28 a 29 de dezembro de 1891. Foi 2º vice-governador de Santa Catarina. Comandou o 37º Batalhão da Divisão Auxiliar com 205 praças e 16 oficiais na Guerra de Canudos, chegando na Bahia em agosto de 1897. também foi deputado ao Congresso Representativo do Estado de Santa Catarina na 3ª legislatura (1898 — 1900).